# Новороссия (газета)
«Новороссия» — общественно-политическая газета самопровозглашённой Донецкой Народной Республики, издаваемая с 21 апреля 2014 года. Первая еженедельная газета в ДНР.

## История
Первый номер газеты вышел 21 мая 2014 года и был приурочен к учредительному съезду общественно-политического движения «Партия Новороссия», который состоялся 22 мая.
Редактором первых нескольких номеров являлся глава Народного ополчения Донбасса Павел Губарев. Задачи периодического издания на начальном этапе определялись организаторами прежде всего в плоскости идеологии и организационной работы, информационная задача была второстепенной. По замыслу создателей издания, вокруг газеты предполагалось объединить сторонников идей, озвучиваемых лидерами движения, а на базе механизма распространения газеты планировалось выстраивать партийную структуру. Исследователь периодики ДНР С. Цыплаков пишет, что такого охвата аудитории не было больше ни у одного издания в ДНР и ЛНР.
Губарев, являясь начальником мобилизационного управления Ополчения ДНР, использовал ресурсы газеты «Новороссия» для привлечения добровольцев, летом 2014 года в издании практически в каждом номере публиковались контакты мобилизационных пунктов, обращения министра обороны. Газета регулярно печатала боевые сводки. После перехода славянского ополчения ополчения в Донецк в июле 2014 года на базе газеты «Новороссия» был сформирован отдел военных корреспондентов.

## Редакторы
- Павел Губарев, редактор первых нескольких номеров;
- Д. Корецкий[2].
- Дмитрий Дезорцев[1]

## Авторы издания
Цыплаков отмечает отличие газеты от других периодических изданий ДНР и ЛНР качеством материалов и именитостью авторов. В газете публиковались: Максим Калашников, Александр Роджерс, Александр Проханов, Александр Дугин, Валерий Коровин, Максим Равреба, Семён Уралов, Андрей Ваджра, Александр Чаленко.